# Germs-sur-l'Oussouet
Germs-sur-l'Oussouet è un comune francese di 119 abitanti situato nel dipartimento degli Alti Pirenei nella regione dell'Occitania.

## Società

### Evoluzione demografica
Abitanti censiti